# Alampyris mimetica
Alampyris mimetica là một loài bọ cánh cứng trong họ Cerambycidae.